# Christian Clemenson
Christian Clemenson est un acteur américain, né le 17 mars 1958 à Humboldt, dans l'Iowa (États-Unis).

## Biographie
Clemenson est né et a grandi à Humboldt, Iowa. Ses parents, Ruth Alzora (Dayton) et Ernest Arnold Clemenson, étaient propriétaires d’une pharmacie.
Étant un élève excellent au lycée, il a obtenu une bourse pour la Phillips Academy à Andover, Massachusetts. En 1973, pendant ses études, il apprend le décès de son père à l’âge de 58 ans,.

## Filmographie

### Cinéma
- 1986 : Hannah et ses sœurs (Hannah and Her Sisters) : Larry
- 1986 : L'Affaire Chelsea Deardon (Legal Eagles) d'Ivan Reitman : Clerk
- 1986 : La Brûlure (Heartburn) : Sidney
- 1987 : La Veuve noire (Black Widow) : Artie
- 1987 : Et la femme créa l'homme parfait (Making Mr. Right) : Bruce
- 1987 : Cordes et discordes (Surrender) : Avocat
- 1987 : Broadcast News : Bobby
- 1988 : Daddy's Boys : Otis
- 1990 : Bad Influence de Curtis Hanson : Pismo Boll
- 1991 : Fisher King - Le roi pêcheur (The Fisher King) : Edwin
- 1992 : Héros malgré lui (Hero) : James Conklin
- 1993 : Josh et S.A.M. de Billy Weber (en) : Un policier
- 1995 : Apollo 13 : Dr Chuck
- 1998 : The Big Lebowski : Jeune flic
- 1998 : Les Premiers colons (Almost Heroes) : Père Girard
- 1998 : Armageddon : Droning Guy
- 1998 : Mon ami Joe (Mighty Joe Young) : Jack
- 1999 : Une fille qui a du chien (Lost & Found) : Ray
- 2006 : Vol 93 (United 93) : Tom Burnett (en)
- 2014 : Témoin gênant (Not Safe for Work) de Joe Johnston
- 2021 : Inside Ted : Dans la tête du serial killer (No Man of God) d'Amber Sealey

### Télévision
- 1987 : Independence : Isaiah Creed
- 1988 : 21 Jump Street : Charles Greening (saison 2, épisode 19)
- 1988 : Disaster at Silo 7 : Col. Brandon
- 1990 : Capital News : Todd Lunden
- 1993 : Les Soldats de l'espérance (And the Band Played On) : Dr Dale Lawrence
- 1993-1994 : Brisco County : Socrates Poole
- 2004-2007 : Veronica Mars : Abel Koontz
- 2006-2008 : Boston Justice : Jerry Espenson (saisons 2 à 5 - 50 épisodes)
- 2009-2012 : Les Experts : Miami : Dr Tom Loman
- 2010 : Mentalist : Dr Roy Carmen
- 2011 : Grey's Anatomy : un patient
- 2013 : Shameless : Christopher Collier (saison 3, épisodes 8 et 9)
- 2016 : American Crime Story - saison 1 : Bill Hodgman
- 2017 : Colony : Dan Bennett
- 2019 : New York, unité spéciale : avocat de la défense Forrest Graham (saison 21, épisode 4)

## Voix françaises
En France, Jean-François Vlérick, et Jean-François Aupied, sont les voix françaises régulières en alternance de Christian Clemenson.
Occasionnellement, Michel Voletti, l'a doublé deux fois.